# Piz Turba
Piz Turba är en bergstopp i Schweiz.   Den ligger i regionen Maloja och kantonen Graubünden, i den sydöstra delen av landet, 180 km öster om huvudstaden Bern. Toppen på Piz Turba är 3 018 meter över havet, eller 253 meter över den omgivande terrängen. Bredden vid basen är 1,9 km.
Terrängen runt Piz Turba är bergig söderut, men norrut är den kuperad. Runt Piz Turba är det glesbefolkat, med 8 invånare per kvadratkilometer.. Närmaste större samhälle är Silvaplana, 15,4 km öster om Piz Turba. 
Trakten runt Piz Turba består i huvudsak av gräsmarker.